# Virey-le-Grand
Virey-le-Grand – miejscowość i gmina we Francji, w regionie Burgundia-Franche-Comté, w departamencie Saona i Loara.
Według danych na rok 1990 gminę zamieszkiwało 931 osób, a gęstość zaludnienia wynosiła 74 osoby/km² (wśród 2044 gmin Burgundii Virey-le-Grand plasuje się na 253. miejscu pod względem liczby ludności, natomiast pod względem powierzchni na miejscu 765.).